# رویدن، کینگز لین اند وست نورفک
رویدن (به انگلیسی: Roydon) یک روستا و محله مدنی در بریتانیا است که در King's Lynn and West Norfolk واقع شده‌است. رویدن ۴٫۶۲ کیلومتر مربع مساحت و ۲٬۴۵۰ نفر جمعیت دارد.